# Бакшеево (Брянская область)
Бакшеево — село в Брянском районе Брянской области, в составе Добрунского сельского поселения. Расположено в 2,5 км к северу от села Палужье, в 5 км к юго-западу от Добруни. Население — 32 человека (2010).

## История
Упоминается с XV века. В XVII — начале XVIII вв. — владение Безобразовых, Урывковых; позднее — Львовых, Небольсиных, Чемодуровых, Вепрейских, Бухмейеров, Брусиловых, Халаевых и др. Церковь Николая Чудотворца впервые упоминается как запустевшая в Смутное время; как действующая упоминается с 1654 (не сохранилась).
В XVII—XVIII вв. входило в состав Подгородного стана Брянского уезда; в конце XVIII века временно было отнесено к Трубчевскому уезду. С 1861 по 1924 в Елисеевской волости Брянского (с 1921 — Бежицкого) уезда. В 1907 году была открыта церковно-приходская школа.
В 1924—1929 в Бежицкой волости; с 1929 года в Брянском районе. До 1970 входила в состав Тешеничского, Трубчинского, Толмачевского сельсоветов, в 1970—2000 гг. — в Теменичском сельсовете.